# Marc Rebillet
Marc Rebillet, né le 15 décembre 1988 à Dallas (Texas), est un musicien et vidéaste web franco-américain. Installé à New York depuis 2018, il est connu pour ses performances de musique électronique.
Au cours de ses prestations, il improvise ses morceaux, tant au niveau musical que des paroles qui font la part belle à l'humour. Depuis son appartement, et principalement en robe de chambre, Rebillet se produit via des vidéos sur YouTube et des diffusions en direct sur Twitch, dans lesquelles il utilise une loop station, un clavier, des voix et des percussions. Il fait également paraître trois albums studio, Marc Rebillet, Europe et Loop Daddy III, ainsi que deux EP, Loop Daddy et Loop Daddy II.

## Biographie

### Jeunesse et débuts
Né d'un père français et d'une mère américaine, Marc Rebillet commence à jouer du piano à l'âge de quatre ans. Il étudie la musique classique jusqu'à l'âge de 15 ans tout en fréquentant la Booker T. Washington High School for the Performing and Visual Arts à Dallas. Il abandonne ses cours à l'université méthodiste du Sud après avoir suivi une année de cours de théâtre. Rebillet travaille ensuite dans d'autres secteurs pendant dix ans, y compris dans un centre d'appels d'entreprise, tout en produisant de la musique sans succès sous le nom de scène de Leae,. A l'occasion d'un licenciement, il décide de se professionnaliser dans la musique en déclarant « Si je ne m’étais pas fait virer, je ne me serais sans doute jamais lancé dans une carrière en pro. » tout en étant encouragé par son père qui était convaincu qu'il était fait pour la scène.
En 2007, Rebillet est repéré sur Fox 4 à Dallas après avoir fait la queue pour être le premier à acheter un iPhone lors de sa sortie. Une femme paie Rebillet 800 $ pour passer devant lui dans le but d'acheter de nombreux téléphones et les revendre. Le plan échoue en raison de la politique du magasin qui n'autorise qu'un seul achat d'iPhone par client.

### Carrière

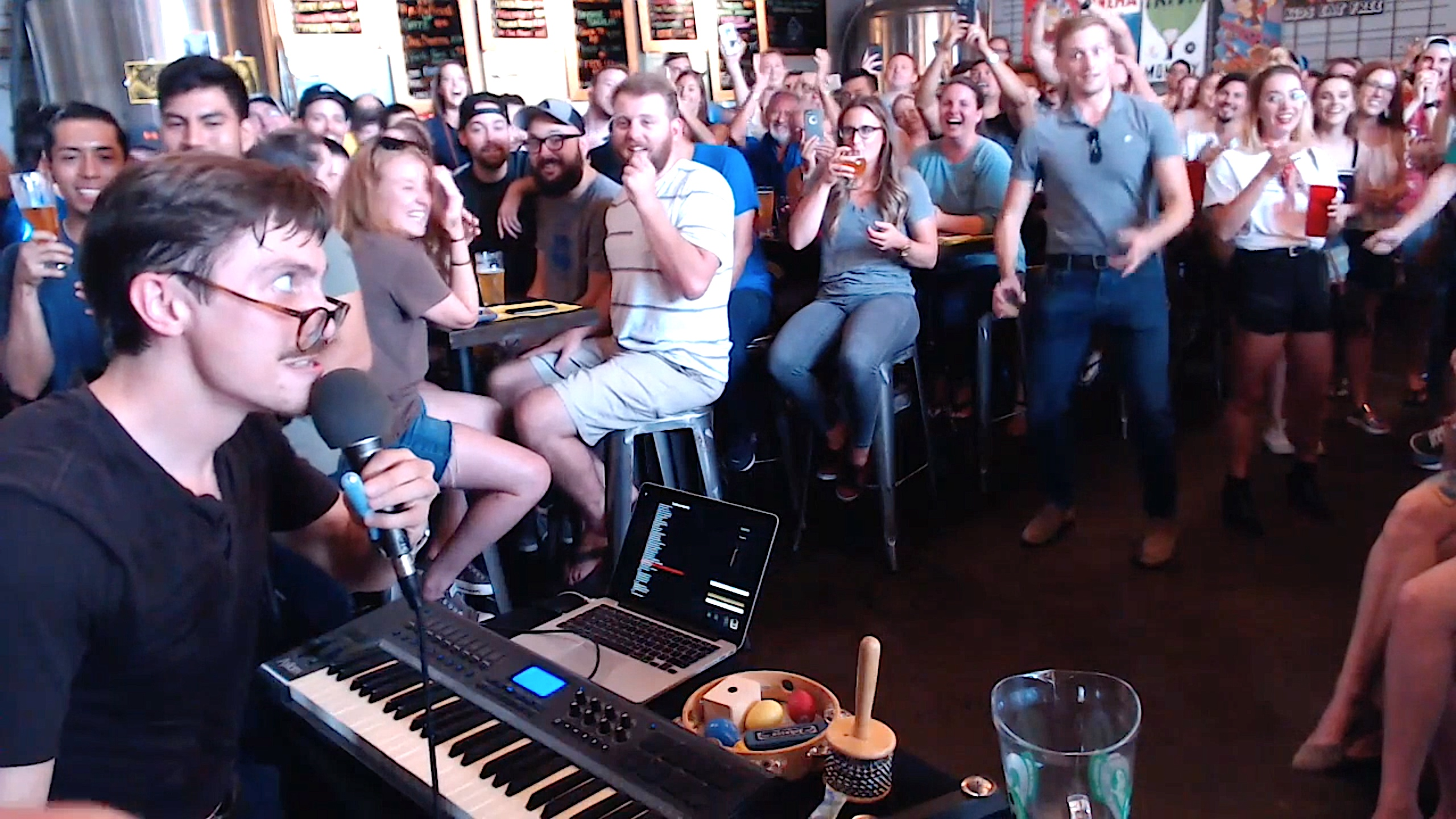
Rebillet en pleine performance à Dallas.

La carrière musicale professionnelle de Rebillet commence en 2016, lorsqu'il se lance dans la publication de vidéos sur YouTube et des flux en direct de lui-même improvisant des chansons dans sa chambre, son appartement et ses chambres d'hôtel,. Ces vidéos ont commencé à devenir virales via Reddit et Facebook, générant une base de fans. De nombreuses chansons de Rebillet sont inspirées des demandes en direct de ses fans, qui l'appellent à partir d'un numéro de téléphone qu'il publie sur les réseaux sociaux. Ses premiers concerts ont eu lieu en 2017 dans des bars de sa ville natale de Dallas, au Texas. Il a ensuite déménagé à New York pour poursuivre sa carrière musicale. Décrivant comment sa présence en ligne a rapidement augmenté sa base de fans, Rebillet a déclaré lors d'une interview : « C'est arrivé très, très rapidement ... tout le truc en ligne a décollé de cette manière très agressive. Des gens du monde entier ont commencé à partager mes contenus sur Facebook principalement, et mon audience sur Facebook est passée de 7 000 ou 10 000 abonnés à, en une semaine ou deux, 50 000. C'était alors 100 000. Et ça ne faisait que grimper ! Et avec ce pic sont venues toutes ces demandes de concerts de partout dans le monde face auxquelles je ne savais vraiment pas quoi faire. »
À partir de 2019, Rebillet s'est produit lors de tournées aux États-Unis et en Europe, et la vente de billets est devenue sa principale source de revenus ,. Les concerts live de Rebillet sont énergiques, interactifs et presque entièrement improvisés, avec très peu de morceaux rejoués d'un show à l'autre. Expliquant comme il procède, Rebillet a déclaré :   The Dublin Gazette a appelé Rebillet « un homme qui réfléchit bien au-delà de sa production. Un artiste réputé qui s'amuse. » The Irish Examiner a qualifié Rebillet de « fusion émotionnelle entre un DJ, un comédien et une personne » et a qualifié sa performance en direct de « troublante et très engageante ». Tyler Hicks, du Dallas Observer a déclaré que « peu d'artistes peuvent égaler sa fiévreuse intensité ».

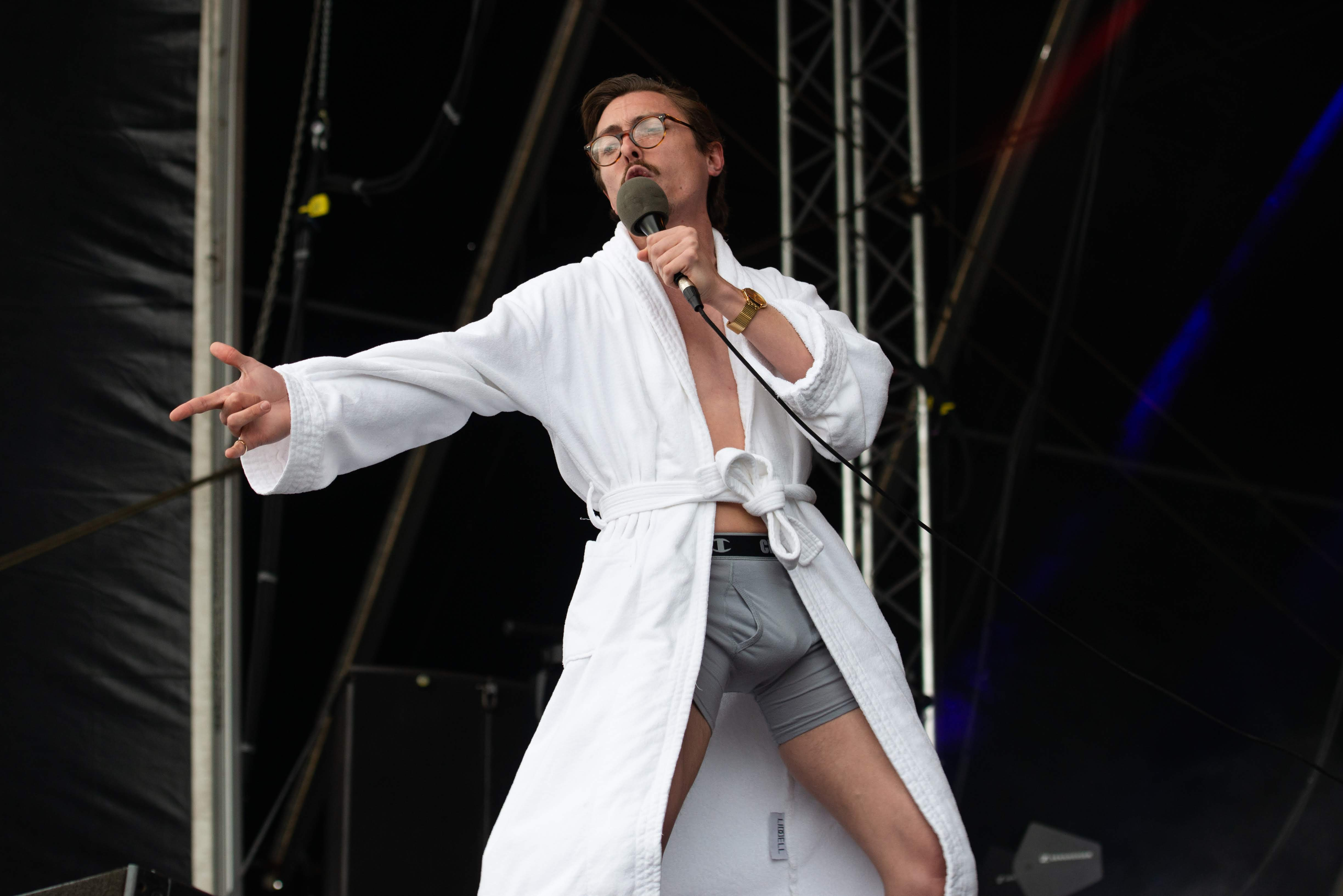
Rebillet en concert à Dublin en 2019.

Au cours de la pandémie de coronavirus 2019-2020, la tournée de Rebillet en Australie et en Nouvelle-Zélande a été annulée puis reportée au début de 2021. En remplacement des spectacles annulés, il a programmé quatre émissions en direct gratuites sur Twitch nommées d'après quatre des villes de la tournée annulée. Il a appelé cette série de concerts le Quarantine Livestream Tour, le premier spectacle attirant plus de 1,57 million de téléspectateurs et recueillant 30 000 $ pour une œuvre caritative liée au coronavirus,. Expliquant pourquoi il a choisi de commencer à diffuser sur Twitch, Rebillet a déclaré à The Verge, « J'essaie juste de survivre, et Twitch a le potentiel de revenus le plus élevé pour les diffusions en direct. ».
Lors de l'édition 2022 du Touquet Music Beach, il se fait remarquer en insultant sur scène le président Emmanuel Macron, hurlant « Macron ! Enculé ! » ou « Dégage Macron ! », non sans être repris par une partie du public,,. Le maire du Touquet-Paris-Plage Daniel Fasquelle demande par la suite à la direction du festival de ne pas le programmer lors d'éditions futures, démarche que le chanteur considère comme « pas nécessaire », puisqu'il n'a pas l'intention d'accepter une autre invitation. Il recommence lors de son concert à l'Olympia quelques jours plus tard,,.

## Musique
La musique de Rebillet est caractérisée par son utilisation d'une loop station Boss RC-505, qui lui permet de superposer sa voix avec des claviers, des tambourins et d'autres petits instruments de percussion. La plupart de ses chansons sont improvisées et comprennent des éléments de funk, de soul, de hip hop et de house, ainsi que des sketchs comiques. Nick Pagano a décrit la musique de Rebillet comme allant « d'expressives ballades au piano aux licks de basse funky en passant par les tubes de discothèque, et toujours accompagnée d'un sens de l'humour qui n'appartient qu'à lui ». Ses paroles ont tendance à être comiques, idiotes ou vulgaires, suffisamment pour qu'il soit considéré comme un comédien. La personnalité « maladroite », « ringarde » et « sérieuse » de Rebillet joue un rôle dans sa popularité.
S'exprimant sur le contenu lyrique des chansons de Rebillet, Tonya Mosley de WBUR a déclaré : « elles sont vraiment très perspicaces. C'est un peu comme un commentaire social. »
Rebillet a mentionné Reggie Watts, Nina Simone, Madlib et James Blake comme sources d'inspiration. À propos de Reggie Watts, Rebillet a déclaré : « Je ne ferais pas ça s'il n'existait pas. » Sur France Inter, on apprend qu'il admire également Charles Trenet.

## Discographie

### Albums solo
- Marc Rebillet (2018)
- Europe (2019)
- Loop Daddy III (2020)

### EP
- Loop Daddy (2018)
- Loop Daddy II (2019)

### Singles
- 2019 : Funk Emergency
- 2019 : One More Time
- 2019 : You Were There
- 2019 : Work That Ass For Daddy
- 2021 : Vaccinated Attitude
- 2023 : Your New Morning Alarm
- 2023 : I Want to Die
- 2023 : Late To Work
- 2023 : Night Time Bitch
- 2024 : Vibes Alright

### En tant que Leae
- Pod 314 (avec USooME) (2012)
- Rattlebrain EP (2013)
- week | ep (2013)

## Prix et reconnaissance
- En août 2019, Billboard a nommé Rebillet en tant que Billboard Dance Emerging Artist, écrivant que Rebillet crée des « accroches sexy », des « burners sensuels de R&B » et des « créations funk teintées de hip-hop »[27].
- En décembre 2019, Shacknews a décerné à Rebillet le Do it for Shacknews Award 2019, affirmant qu'il avait atteint un « niveau surprenant de notoriété Internet » en 2019. Le PDG de Shacknews, Asif Khan, a écrit : « La popularité de son style très expérimental pour créer de la musique inspire les innombrables musiciens de studio à temps partiel qui sont sur Internet. La capacité de Marc à bâtir une communauté a conduit à l'apparition de groupes de supportrices un peu partout ces derniers temps. »[28]